# خانه نژاد معصوم
خانه نژاد معصوم مربوط به دوره قاجار است و در کرمان، خیابان احمدی، کوچه والی آباد واقع شده و این اثر در تاریخ ۱۲ تیر ۱۳۸۴ با شمارهٔ ثبت ۱۲۰۱۰ به‌عنوان یکی از آثار ملی ایران به ثبت رسیده است.